# Peinkammertor

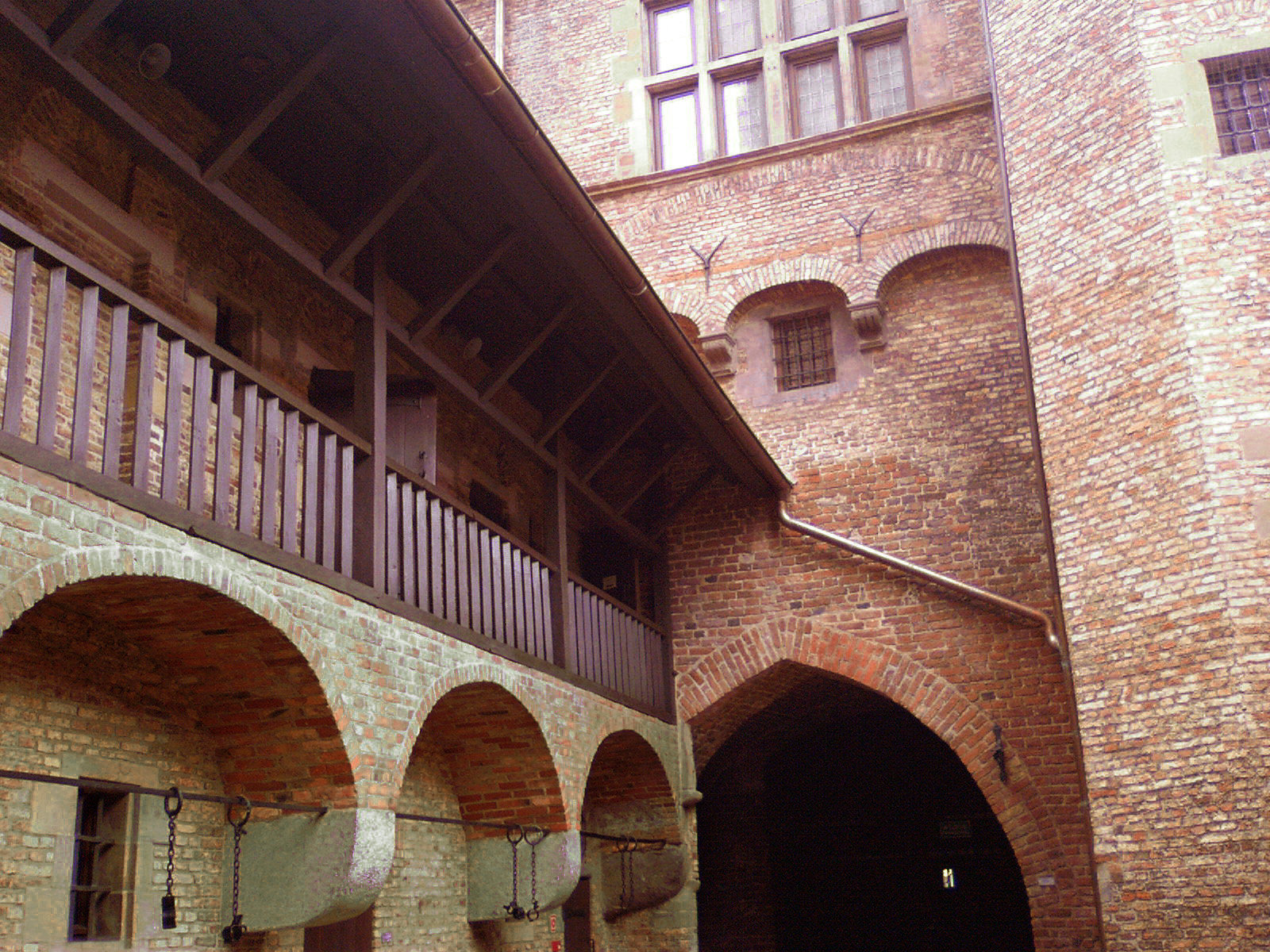
La Cour

La Peinkammertor (en polonais Katownia, littéralement Porte de la chambre des supplices) a émergé dans la seconde moitié du XIVe siècle, le marché du charbon dans le cadre des fortifications de Dantzig. Avec la tour, il formait un ouvrage défensif pour la Langgasse .

## Histoire
La Peinkammertor a été reconstruite en 1593-1604 par Anton van Obberghen. La décoration est l'œuvre de Willem van der Meer. Entre 1508 et 1509, Michael Enkinger a élevé la porte à sa hauteur actuelle.
Après la construction de fortifications plus modernes, la porte de la chambre des supplices a été convertie en une chambre des supplices, une salle d'audience et une prison. Côté est, il y avait un pilori, lieu de nombreuses exécutions.
La porte a été reconstruite après la Deuxième Guerre Mondiale. Les différentes phases de l'histoire du bâtiment sont clairement exposées sur les murs de briques.
Le bâtiment abrite le musée de l'ambre comme branche du musée d'histoire de la ville de Gdansk.

## Liens web
- La Stockturm
- Le pilori
- La figure sans tête sur la façade de la chambre des supplices